# Alexandra von Wrede

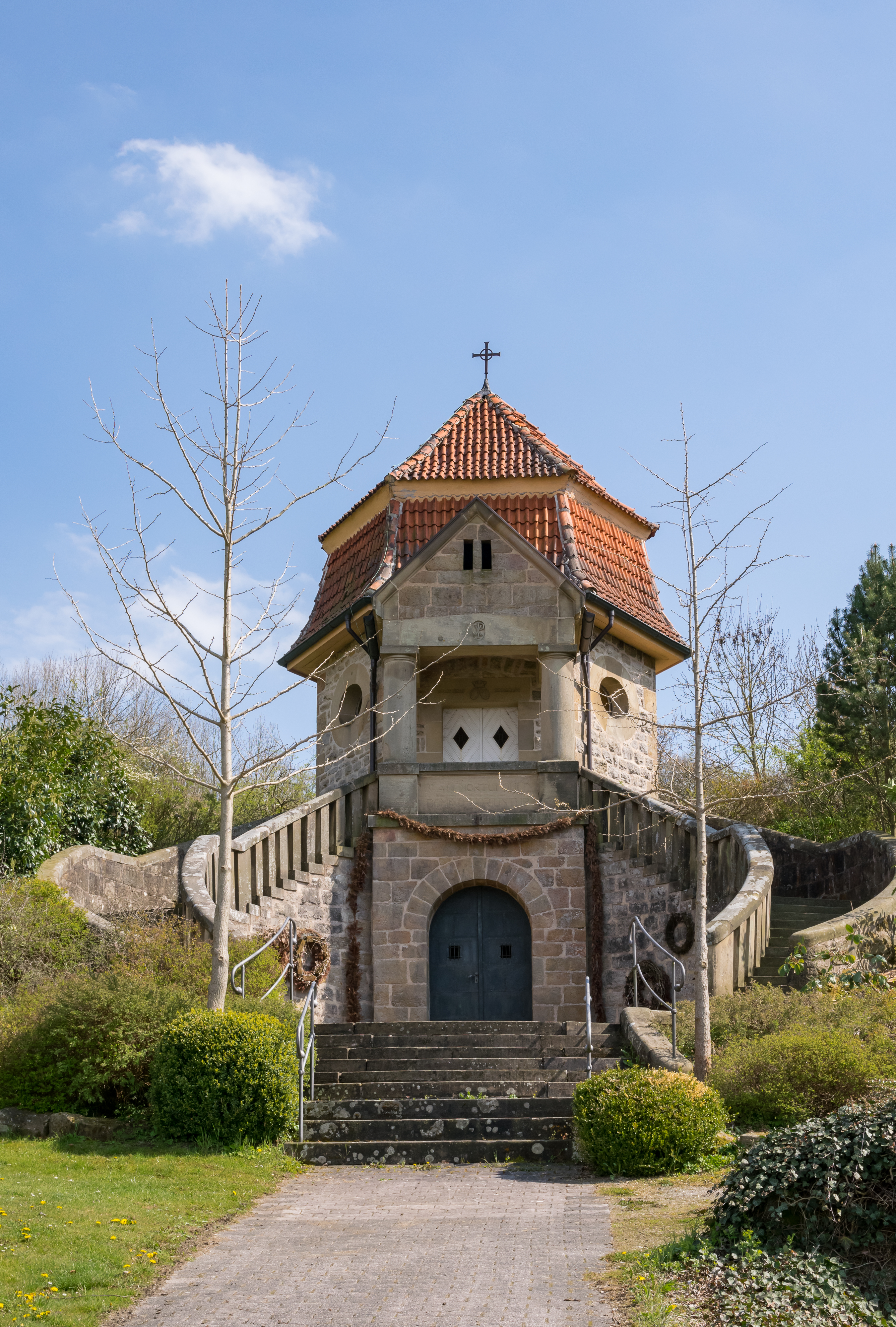
Mausoleum der Familie von Wrede-Melschede in Willebadessen

Alexandra von Wrede (vollständig: Alexandra Crescenta Angela Elisabeth von Wrede-Melschede, geb. Széchényi von Sárvár-Felsövidék; * 1. Oktober 1926 in Hegykő, Kreis Sopron; † 6. Februar 2018 in Willebadessen) war eine deutsch-ungarische Wohltäterin und Ehrendame des Souveränen Malteserordens.

## Leben
Sie wuchs in der ungarischen Gemeinde Hegykő am Neusiedler See als zweite von vier Geschwistern auf. Ihr Vater Bálint Emil Richard Peter Graf Széchényi von Sárvár-Felsövidék (* 23. November 1893 in Konstantinopel; † 21. Oktober 1954 in Paris) war ein Sohn des Paschas Graf Edmund Stephan Karl Széchenyi. Ihre Mutter Maria Pawlowna Galitzin (* 17. Mai 1895 in Marijno; † 7. Juni 1976 in Willebadessen) war eine russische Prinzessin. Die Eltern hatten 1921 in Moskau geheiratet. 1931, 5 Jahre nach Alexandras Geburt, ließen sie sich scheiden.
Nach der Grundschule besuchte Alexandra zunächst in Budapest das Herz-Jesu-Gymnasium und danach die Ursulinenschule in Sopron, an der sie während des Zweiten Weltkrieges die Abiturprüfung absolvierte.  1947 floh sie alleine ohne Familie in die Niederlande, um bei entfernten  Verwandten unterzukommen. Sie wurde bei dem niederländischen Künstler Jacques Ijsselmuiden aufgenommen, später wohnte sie bei Pyke Koch. Schon 1950 kümmerte sie sich um ungarische Flüchtlinge. Kurz danach lebte sie bis zu ihrer Heirat auf Schloss Neuburg in Gulpen bei der Familie d’Asembourg. Während des Ungarischen Volksaufstandes 1956 betreute sie in Österreich zusammen mit Mitgliedern des Maltheser Hilfsdienstes erneut ungarische Flüchtlinge.
1958 heiratete sie in Gulpen Diethardt Freiherr von Wrede zu Melschede, wurde deutsche Staatsbürgerin und wohnte seitdem auf dem Klostergut Willebadessen, das seit 1871 von der Familie von Wrede bewirtschaft wird. Das Paar bekam vier Kinder: Stephanus Ferdinand (* 7. Januar 1960), Marie Philippine (* 27. September 1961), Konstantin Friedrich (* 23. September 1963) und Christina Mariann (* 28. März 1966), die auf dem Klostergut aufwuchsen. Zu dem Haushalt gehörten zudem zu Beginn der 1970er Jahre noch ihre Mutter Maria Pawlowna und ihre Nichte Mariae Gloria von Schönburg-Glauchau, die von Willebadessen die Realschule in Peckelsheim besuchte. In Willebadessen engagierte sie sich sozial in der Frauen-Union, der katholischen Frauengemeinschaft und der örtlichen Pfarrgemeinde St. Vitus. 1979 unterstützte sie zudem die Stiftung Europäischer Skulpturenpark e.V. und die Schenkung des ehemaligen Klostergeländes an die Gemeinde Willebadessen zur Stärkung der Funktion Willebadessens als Luftkurort.
1986 wurde sie als Ehrendame des Souveränen Maltheserordens aufgenommen. Unter dessen Schutz reiste sie in den Folgejahren mehrfach nach Ungarn und half in den dortigen Auffanglagern vielen Menschen, die im Zuge der Auflösung des Eisernen Vorhanges nach Westeuropa wollten. Dabei kamen ihr ihre Sprachkenntnisse (ungarisch, deutsch, russisch, englisch, französisch und niederländisch) zugute. 1991 und 1992 fanden auch gezielte Besuche in die Ukraine statt sowie über viele Jahre Krankentransporte nach Lourdes in Frankreich. 
Freifrau von Wrede starb am 6. Februar 2018 in Willebadessen und wurde in der Familiengruft der Familie von Wrede neben ihrem 2 Jahre zuvor verstorbenen Mann beigesetzt.

## Ehrungen und Auszeichnungen
- 1986 Ehren- und Devotionsdame des Souveränen Malteser Ritterordens
- Trägerin des ungarischen Malteserordens „Pro Hungarica“
- 2007 Trägerin des Verdienstordens der Bundesrepublik Deutschland
- Benennung der „Alexandra von Wrede Allee“ nach ihr.